# 대한민국 국회 특별위원회
특별위원회(特別委員會)는 각 상임위원회의 소관과 관련성이 있거나 그 설치가 필요하다고 인정될 때 관련 안건을 처리하기 위하여 일시적으로 설치되는 위원회이다. 상설화된 특별위원회로는 예산결산특별위원회가 있다.

## 종류[1]
- 예산결산특별위원회
- 윤리특별위원회
- 인사청문특별위원회

## 위원
- 특별위원회의 의원 정수는 교섭단체 소속 의원 수의 비율에 의하여 각 교섭단체 대표의원의 요청으로 의장이 선임 및 개선한다.[2] 하지만 예산결산특별위원회의 의원 정수는 50인으로,[3] 윤리특별위원회의 의원 정수는 15인으로 한다.[4]
- 특별위원회는 활동기한이 끝날 때까지만 존속한다. 하지만 본회의에 회부되어 있을 때에는 안건이 의결될 때까지 존속한다.[5]
- 예산결산특별위원회의 위원 임기는 1년으로,[6] 윤리특별위원회의 위원 임기는 상임위원회와 동일한 2년으로 한다.[7]
- 특별위원회에 위원장 1인과[8] 간사 1인을 둔다.[9]
- 특별위원회의 위원장은 특별위원회의 위원들 중에서 본회의를 통해 선출한다.[10]
- 특별위원회의 위원장이 사고로 그 직무를 수행할 수 없는 때에는 간사가 그 직무를 대리한다.[11]
- 특별위원회는 재적위원 1/5 이상의 출석으로 개회하고, 재적위원 과반수의 출석과 출석위원 과반수의 찬성으로 의결한다.[12]
- 특별위원회는 특정한 안건의 심사를 위하여 소위원회를 둘 수 있다.[13]

## 역대 특별위원회
- 1963년 11월 26일 (1위원회)
  - 예산결산특별위원회
- 1991년 5월 31일 (2위원회)
  - 예산결산특별위원회, 윤리특별위원회
- 1994년 6월 28일 (3위원회)
  - 예산결산특별위원회, 윤리특별위원회, 여성특별위원회[14]
- 2000년 5월 30일 (4위원회)
  - 예산결산특별위원회, 윤리특별위원회, 여성특별위원회,[14] 인사청문특별위원회[14]
- 2002년 3월 7일 (3위원회)
  - 예산결산특별위원회, 윤리특별위원회, 인사청문특별위원회[14]